# Seznam zápasů kuvajtské fotbalové reprezentace na MS
Kuvajtská fotbalová reprezentace byla celkem 1x na mistrovstvích světa ve fotbale a to v roce 1982.
- Aktualizace po MS 1982 - Počet utkání - 3 - Vítězství - 0x - Remízy - 1x - Prohry - 2x

| Číslo | Soupeř         | Výsledek | MS      | Fáze turnaje       | Góly Kuvajtu         |
| ----- | -------------- | -------- | ------- | ------------------ | -------------------- |
| 1.    | Československo | 1 – 1    | MS 1982 | základní skupina 4 | Fajsal Dáchil        |
| 2.    | Francie        | 1 – 4    | MS 1982 | základní skupina 4 | Abdullah Al-Buloushi |
| 3.    | Anglie         | 0 – 1    | MS 1982 | základní skupina 4 | Ne                   |